# Thusnelda
Thusnelda (10 a.C. circa – Roma?, 17 d.C.) è stata una principessa germanica, figlia del principe dei Cherusci Segestes.

## Biografia

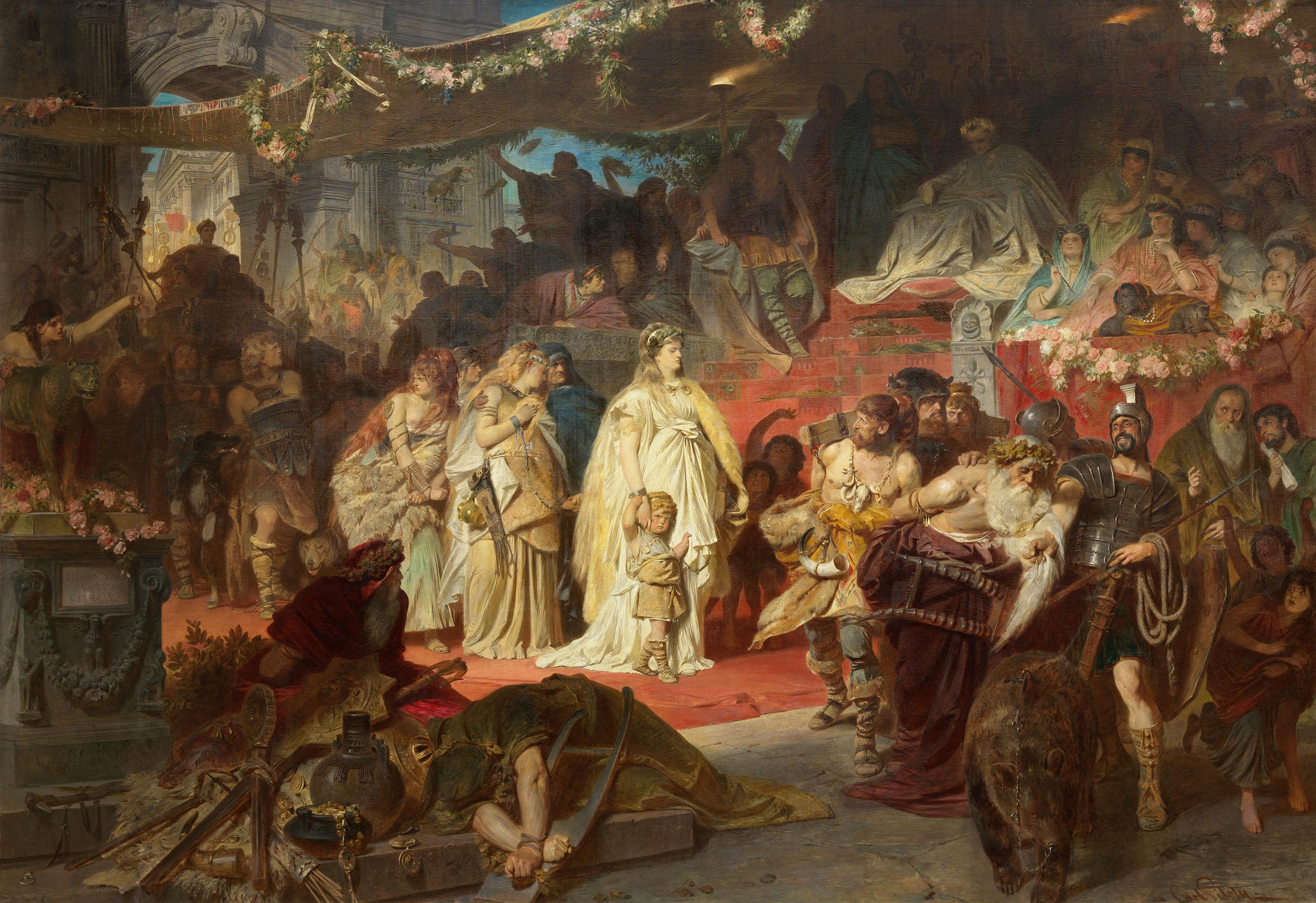
Thusnelda durante il trionfo di Germanico, insieme al figlio Tumelico di soli 3 anni, opera di Carl Theodor von Piloty

Il padre voleva darla in moglie ad un altro principe germanico, ma Arminio, che in seguito avrebbe guidato una coalizione di tribù germani alla vittoria contro Publio Quintilio Varo e le sue legioni nella Battaglia della foresta di Teutoburgo del 9 d.C., la rapì per poterla sposare.
La guerra tra Impero romano e popoli germanici settentrionali stava proseguendo, e nel maggio del 15 Thusnelda divenne prigioniera di Germanico, nipote dell'imperatore Tiberio, che aveva guidato l'invasione della Germania. In quel periodo era incinta e viveva col padre, un alleato dei romani che si oppose leggermente ad Arminio, e fu proprio il padre a consegnarla a Germanico, dopo che quest'ultimo lo salvò dalle forze di Arminio che lo avevano assediato. Il marito soffrì molto per la sua perdita, e non si risposò. Usò il rapimento come collante per unire varie tribù germaniche nella lotta contro i Romani guidati da Germanico.
Durante la prigionia Thusnelda diede alla luce l'unico figlio suo e di Arminio, Tumelico. Il 26 maggio 17 Thusnelda ed il figlio vennero esibiti da Germanico durante la parata trionfale a Roma, con il padre che osservava. L'anno precedente (nel 16), poco prima della battaglia di Idistaviso, Arminio ebbe una feroce lite col fratello Flavus, affiliato all'esercito romano. Flavus disse ad Arminio che Thusnelda veniva trattata con riguardo.
Tumelico venne istruito alla scuola gladiatoria di Ravenna, e si crede sia morto giovane durante un combattimento. Tacito dice di aver citato la morte di Tumelico nel punto cronologicamente esatto della sua opera. In realtà il suo scritto ebbe un intervallo tra il 30 ed il 31 d.C., per cui Tumelico sarebbe morto all'età di 15 o 16 anni.

## Arte
Thusnelda è rappresentata in una scultura romana in marmo presente sotto la Loggia della Signoria, in piazza della Signoria a Firenze.